# Hellenistisk konst

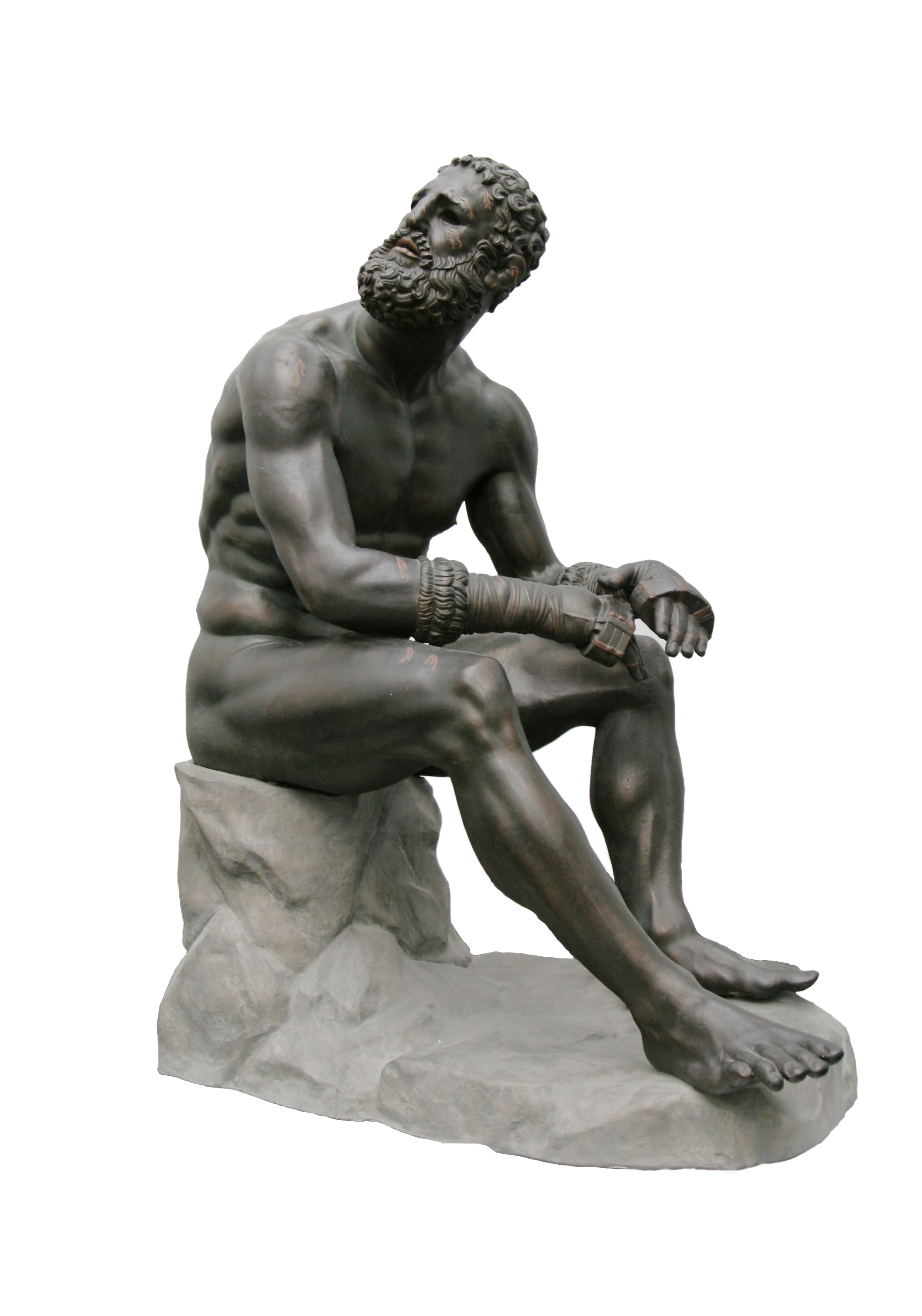
Boxaren från Quirinalen

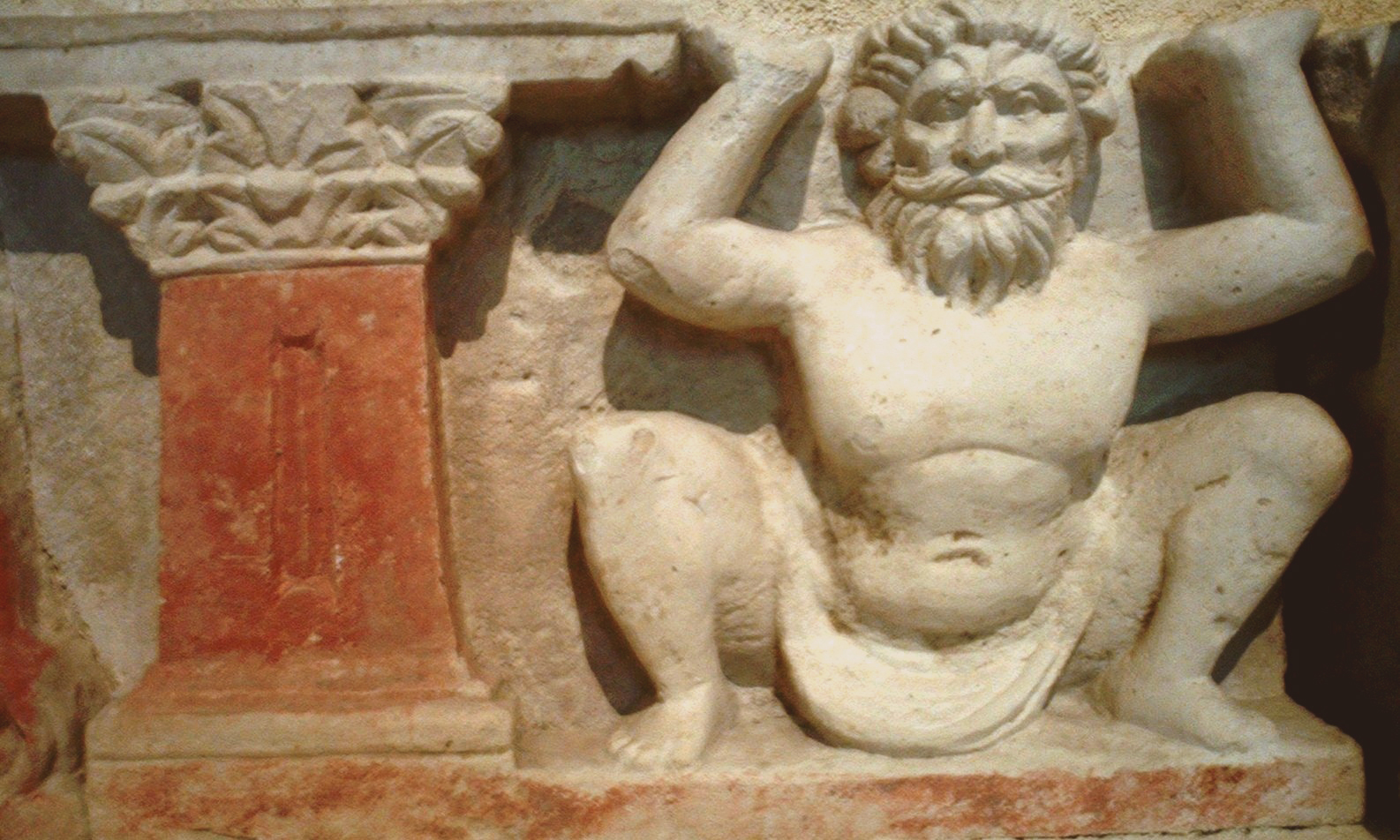
Atlas i en greko-buddhistisk väggrelief.

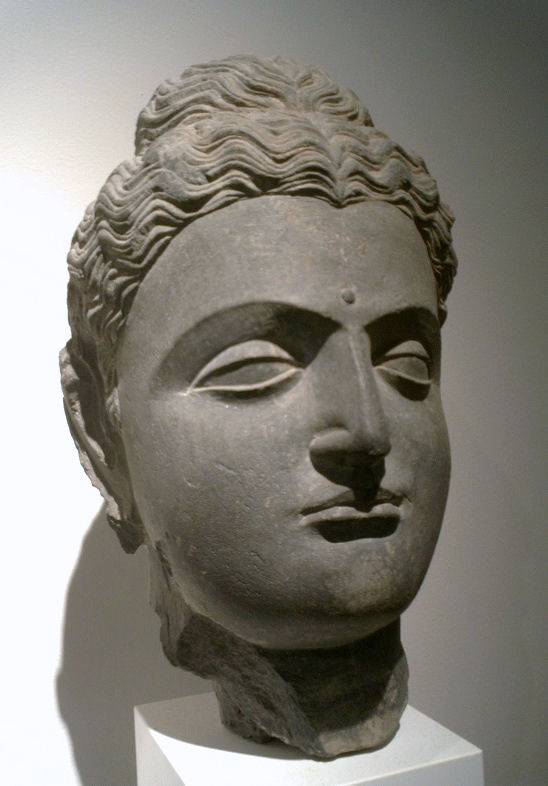
Buddhahuvud från Gandhara, första eller andra seklet e.Kr.

Med hellenistisk konst avses den grekiska konst som producerades omkring 300–30 f.Kr. i det stora område som Alexander den store hade erövrat.

## Historik
När Alexander den store erövrat hela Orienten hade ett stort antal nya städer grundats och många gamla hade raserats i krigen. I hela den hellenistiska världen fanns ett stort behov av nya offentliga byggnader som idrottsplatser, teatrar, torg. Dessutom tillkom beställningar till privata bostäder, trädgårdar och gravar som behövde utsmyckning. Ett stort antal grekiska arkitekter och konstnärer emigrerade från Grekland och ut i det nya imperiet. Där sammansmältes den klassiska, grekiska tempelkonsten, den orientaliska kulturen och de nya profana, borgerliga beställningarna. Det skapade en ny konstmarknad som var omättlig på kopior av kända skulpturer, massproducerade bronsstatyetter och terrakottavaser. 
Konstnärerna levererade det som beställdes, verklighetsillusion blev norm och arkitekterna överträffade varandra i grandiosa skrytprojekt – flera av världens sju underverk tillkom under denna period. I de nya medelhavsmetropolerna, som Alexandria, Rhodos och Pergamon, reducerades de grekiska myterna och gudarna till litterära teman och gestalter. Den beundrade grekiska konsten utvecklades här till en maniererad stil som lade tonvikten vid patos och teknisk konstfärdighet. Grekland själv reducerades snabbt till ett friluftsmuseum till vilket världens första våg av turister vallfärdade. Det var istället i den hellenistiska världens gränstrakter som den nya konsten kom till. I till exempel Baktrien på gränsen till Indien blandades det grekiska arvet med buddhistiska motiv så kallat greko-buddhistisk konst. I Rom gav de privata beställningarna de första impulserna till den romerska porträttkonsten och kompositordningen.

## Arkitektur
- Kolossala proportioner
- Jonisk kolonnordning började ersätta den korintiska, (blandning av kolonnordningar i fasad?)
- Tempelområden börjar likna landskap, hela stadsdelar formges enhetligt och monumentalt
- Hermogenes

## Skulptur
- Större känslomässighet, icke-grekiska motiv
- Mer komplexa kompositioner, skulpturgrupper
- Porträttkonst - ökad realism

## Bildkonst
- Landskapsbilder
- Gravreliefer